# 大鷹級航空母艦
大鷹級航空母艦為第二次世界大戰時日本帝國海軍所轄之改造航空母艦。原為日本郵船受日本政府補助建造的新田丸級客貨輪，原定作為歐亞航線營運之用，因戰爭遭徵用，同級艦全在戰爭中遭擊沉。

## 設計

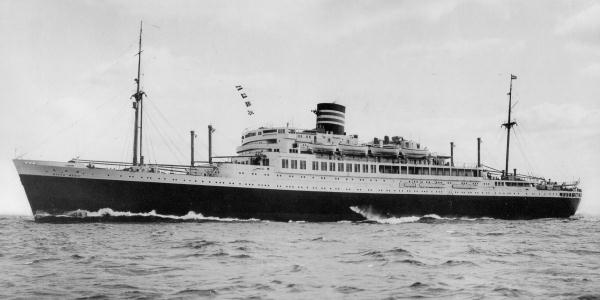
新田丸客輪（1940年）

日本郵船在1930年代經營歐洲航線的船隻主力是2艘1930年投入的照國丸級客貨輪，但同時還有1艘艦齡破20年的舊型客貨輪白山丸，甚至將有可能遭取消營運資格，且1930年代德國完成了3艘新型客貨輪投入歐亞航線營運，為了增加競爭力採購新船勢在必行；而1937年（昭和12年）日本政府為了儲備戰爭時期需要的大型船舶，通過了「優秀船舶建造助成施設」法案，希望找到合作廠商建造12艘航速19節以上、噸位6,000噸以上的船隻，並且在戰時可以徵用改造。
需要大型艦的日本郵船找上了遞信省，而日本政府為這幾艘船出資3成補貼建造，並由艦政本部介入協助船隻設計，未來可改造為航空母艦使用；新田丸級設計為客貨兩用船，登記容積總噸17,100噸、航速21-22節，可載客285人（頭等艙127人、二等艙88人、三等艙70人）與9,935噸貨物，船上有游泳池和酒吧等設施，船上為了乘客起居而採用大而明亮的客艙，大容量的食物儲藏室和廚房等，雖然出於營運經濟考量新田丸級航速不及軍艦，防禦設計也未達軍艦一般標準，但是在船艙設計上仍考量了改裝需求而做調整，艦艏的第一船艙可改裝為航空燃油的燃料槽，第二船艙可作為彈藥庫用，至於機庫升降機也已隔出必要艙間。
漫步甲板以上的建築祇用上螺絲固定，方便日後拆走，當改造成航空母艦後，漫步甲板以上會改成飛機庫再於其上舖上木製飛行甲板，飛行甲板會延長至近船頭和船尾並加上支柱，船上的主要受力結構都需要加上補強零件，由於在改造後會加上飛機庫和防空武器而令重心昇高，故要在船身下方加上壓艙物去令船身重心保持在下方以作穩定，如同其他日本輕型航空母艦，大鷹級皆無在飛行甲板裝上艦橋，艦橋在艦艏飛行甲板底下。
新田丸級最先被徵用的是春日丸，在1940年未完工狀態時就遭徵用，在1941年5月1日在佐世保海軍工廠改造，成為了大鷹級航空母艦的第一號艦；兩艘姊妹艦則有短暫作為客輪營運，在1941年底開戰後也遭到徵用改裝。三艘同級艦中，大鷹號因優先改裝，在武備及飛機搭載量上均不及後兩艘施工的姊妹艦；大鷹級改裝時動力核心維持相同架構，機庫為單層設計、長91.4公尺，可容納27-30架飛機與4架補充機，大鷹號為23架、雲鷹及沖鷹為27架，升降機尺寸長12公尺、寬13公尺。其飛行甲板長度不及同噸位標準的輕航艦，但因升降機尺寸與標準航艦同等，因此雖然可搭載上1940年後服役的一線艦載機，但甲板太短、航速太慢，這些先天性弱勢讓大鷹級不適合操作較重的機種。
大鷹級原始設計並不適合作為一線戰艦，也不像美國研發的護航航空母艦配備油壓彈射器，嚴重限制了她的操作彈性；所以大鷹級大部分服役時間作為飛機運輸艦與護航航空母艦用途；大鷹號在沉沒前向東南亞運輸了18航次飛機、雲鷹號21航次、沖鷹號13航次，總計這三艘航艦為東南亞與南太平洋各島嶼運輸了近2000架各式戰機。但是在1943年戰況轉壞後盟軍潛水艇開始在日軍控制海域肆虐，大鷹級均轉調至海上護衛總隊，配發九七式艦上攻擊機及零式艦上戰鬥機等二線機種進行船團巡邏、防護任務，然而因日本帝國海軍在海上反潛技術與戰術的落後，配發的巡邏機型只能在白天偵巡，潛艦肆虐最為嚴重的夜間無法讓戰機起降巡邏，因此這幾艘護衛航艦也都在護衛船團時遭美軍潛艇擊沉。

## 同型艦
- 春日丸-->大鷹號
- 新田丸-->沖鷹號
- 八幡丸-->雲鷹號